# Dancing Bear
Dancing Bear је хрватска дискографска кућа основана 1990. у Загребу. Компанија се бави издаваштвом и дистрибуцијом од 2005. године звучног записа.

## Историја
Dancing Bear је већу дистрибутивну активност започео 2004. године. Директорка је Ивана Варга, а основна делатност је посредовање у промету разних производа.
Блиско сарађује са продуцентима филмова и серија и омогућава да музика домаћих и страних аутора буде део многих хрватских и страних филмова и серија, од Бразила, Немачке, Аустрије до Пољске и многих других. Каталог домаћих уметника садржи велики број познатих и мање познатих дела (око 1000), а истовремено су заштићене композиције многих аутора као што су Ибрица Јусић, Дино и Ела Дворник и други.
Од 2005. године је подизвођач и заступник америчке дискографске куће Warner/Chappell Music у региону и истовремено представља ауторе Dancing Bear-а широм света.
Компанија поседује и ЦД продавнице у Гундулићевој улици у Загребу, у Диоклецијановој улици у Сплиту и Осијеку. ЦД продавница у Вараждину је затворена.